# Đa
Cây đa (tên khác: cây đa đa, dây hải sơn, cây dong, cây da) có danh pháp hai phần (theo Bailey năm 1976) là Ficus bengalensis, một loài cây thuộc họ Dâu tằm (Moraceae), nó có thể phát triển thành loài cây khổng lồ mà tán của nó che phủ đến một vài nghìn mét vuông. Tại Việt Nam, một số người nhầm nó với cây sanh là cây cùng chi nhưng có tên khoa học khác hẳn (xem dưới đây).
Giống như nhiều loài cây thuộc chi Ficus khác như si (Ficus stricta), sanh (Ficus benjamina), vả (Ficus auriculata), quả vả hoặc vô hoa quả (Ficus carica), đa lông (Ficus drupacea), gừa (Ficus microcarpa), trâu cổ (Ficus pumila), sung (Ficus racemosa), bồ đề hay đề (Ficus religiosa) v.v. Đa có phương thức sinh trưởng không bình thường. Chúng là loài cây lớn mà thông thường bắt đầu sự sống như là loại cây biểu sinh trồng từ hạt trên các loại cây khác (hoặc trên các công trình kiến trúc như nhà cửa, cầu cống) do các loài chim ăn quả phân tán hạt. Cây trồng từ hạt nhanh chóng phát triển các rễ khí từ các cành cây, và các rễ khí này sẽ phát triển thành thân cây thực thụ khi chúng chạm tới mặt đất. Cây chủ cuối cùng sẽ bị bóp nghẹt hay bị phân chia ra bởi sự phát triển nhanh của cây đa.
Đặc trưng này cho phép một cây lan tỏa trên một diện tích rộng. Cây đa lớn nhất còn sống tại Pune (Ấn Độ) có đường kính tán tới 800 m xung quanh thân chính của nó.

## Sinh học và sinh thái học
Nuôi trồng: Cây đa được trồng nhiều ở vùng nhiệt đới (Bailey và Bailey 1976). Cây đa là loài cây lớn nhất thế giới tính theo bề rộng thân và cành cây (Riffle 1998) với một số cây đa cổ thụ có thể che phủ một diện tích tới vài nghìn mét vuông. Loài cây này có quả màu huyết dụ và các rễ khí mọc từ các cành cây đâm xuống đất.
Phổ biến: Cây đa có thể sinh sôi phát triển ở những vùng mà loài sinh vật thụ phấn cho nó là loài ong bắp cày (Eupristina masoni) (theo Nadel 1991) có mặt. Cây đa cũng có thể phát triển nhờ các kỹ thuật sinh sản vô tính như chiết hay giâm cành. Nó có thể bắt đầu cuộc sống biểu sinh trên các loại cây khác.
Phân tán: Loài cây này có thể phân tán nhờ một số loài chim ăn quả như sáo nâu (Acridotheres tristis), một số loài bồ câu như bồ câu vằn (Geopelia striata) hay chim cu gáy (Streptopelia chinensis) và chim sẻ (Passer domesticus).

## Phân bổ
Nguồn gốc: Theo Neal (1965) thì cây đa có nguồn gốc từ Ấn Độ, nó sinh sống được với cao độ tới khoảng 600 m (khoảng 2.000 ft), đặc biệt trong những khu vực khô ráo. Theo Riffle (1998)thì cây đa có nguồn gốc trong một khu vực rộng lớn của châu Á, từ Ấn Độ tới Myanmar, Thái Lan, Đông Nam Á, nam Trung Quốc và Malaysia.
Phân bổ toàn cầu: Cây đa được trồng rộng khắp khu vực nhiệt đới và mọc hoang tại phần lớn các khu vực nhiệt đới ẩm ướt trên Trái Đất (Riffle 1998).
- Tại Mỹ, nó có mặt tại Miami (Florida), Hawaii. Cây đa đầu tiên tại Mỹ đã được Edison trồng tại Fort Myers (Florida).
- Tại Úc, nó được tìm thấy mọc hoang ở khu vực đông bắc và trung tâm Queensland (Chew 1989, PIER 2000). PIER (2000) còn thông báo là nó được trồng ở Samoa, quần đảo Bắc Mariana, Guam, Fiji, Polynesia và Kiribati.

## Cây đa tại Việt Nam
Tại Việt Nam, cây đa được tìm thấy tại nhiều đình, chùa và khu vực làng quê. Hầu như làng quê truyền thống ở Bắc Bộ nào cũng có những cây đa cổ thụ trong làng và bên cạnh các di tích. Ý nghĩa biểu tượng đầu tiên của cây đa là sự trường tồn, sức sống dẻo dai. Cây đa còn là biểu tượng thần quyền và tâm linh của con người. Trong làng, cây đa có mặt ở nhiều nơi khác nhau nhưng hầu như nó không vắng bóng ở các di tích, đặc biệt là đình chùa. Dưới gốc đa người Việt thời xưa hay dựng miếu thờ và lại có lệ khi bình vôi không dùng được nữa, thay vì vất bỏ thì đem treo ở cây đa.
Nó còn gắn liền với hình ảnh của làng quê Việt Nam qua những hình tượng như "cây đa, giếng nước, sân đình" hay "cây đa, bến nước, con đò", qua điệu dân ca lý cây đa. Nó cũng xuất hiện trong sự tích Thằng Cuội trên Cung Quảng Hàm.
Ở Hải Phòng, có một cây đa nhiều gốc (13 gốc), tên gọi của nó trở thành một địa danh: Cây đa 13 gốc, ở tại xóm Trại, xã Đằng Giang, quận Ngô Quyền. Cây đa 13 gốc là một cảnh quan đẹp, thu hút nhiều khách tới tham quan. Ngày rằm, mùng 1 hằng tháng, đặc biệt là đêm giao thừa, người ta tới thắp hương, cầu may đông như trảy hội.

### Cây đa trong tục ngữ
- Cây đa cậy thần, thần cậy cây đa
- Thần cây đa, ma cây gạo, cú cáo cây đề

## Hình ảnh

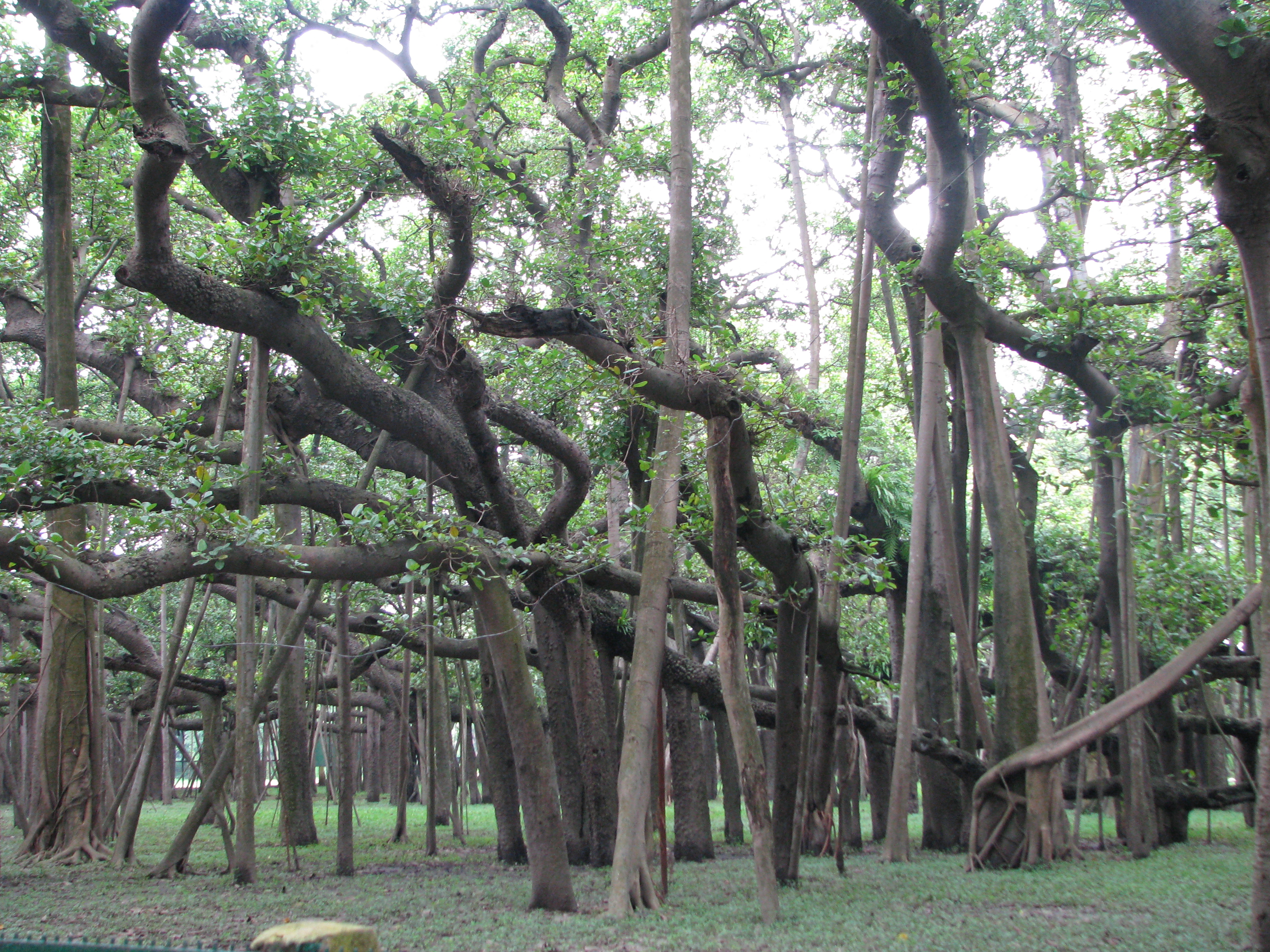
Cây đa khổng lồ ở vườn Acharya Jagadish Chandra Bose Botanical, Haora, Tây Bengal, Ấn Độ.
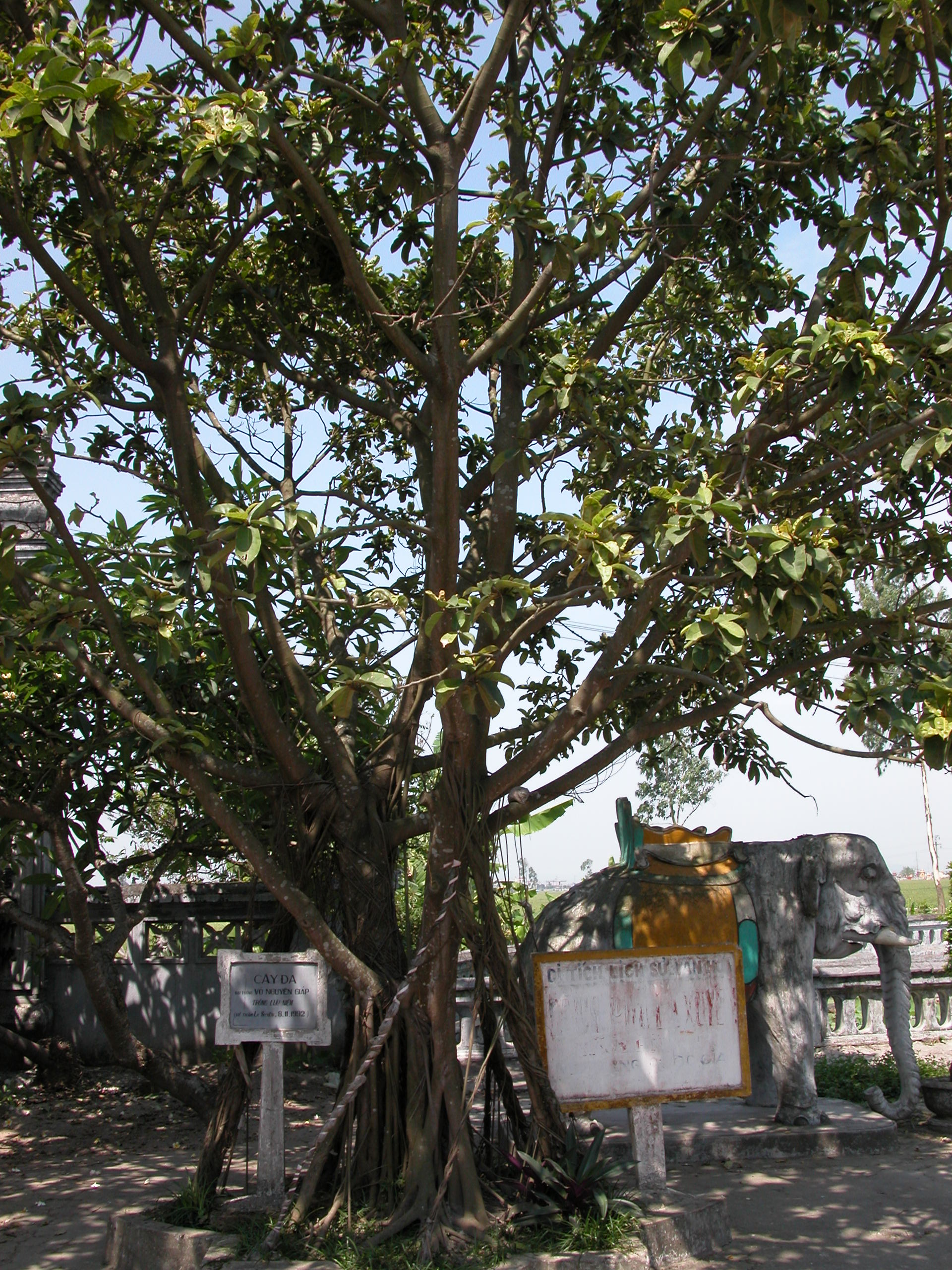
Cây đa do Đại tướng Võ Nguyên Giáp trồng tại La Xuyên năm 1992.
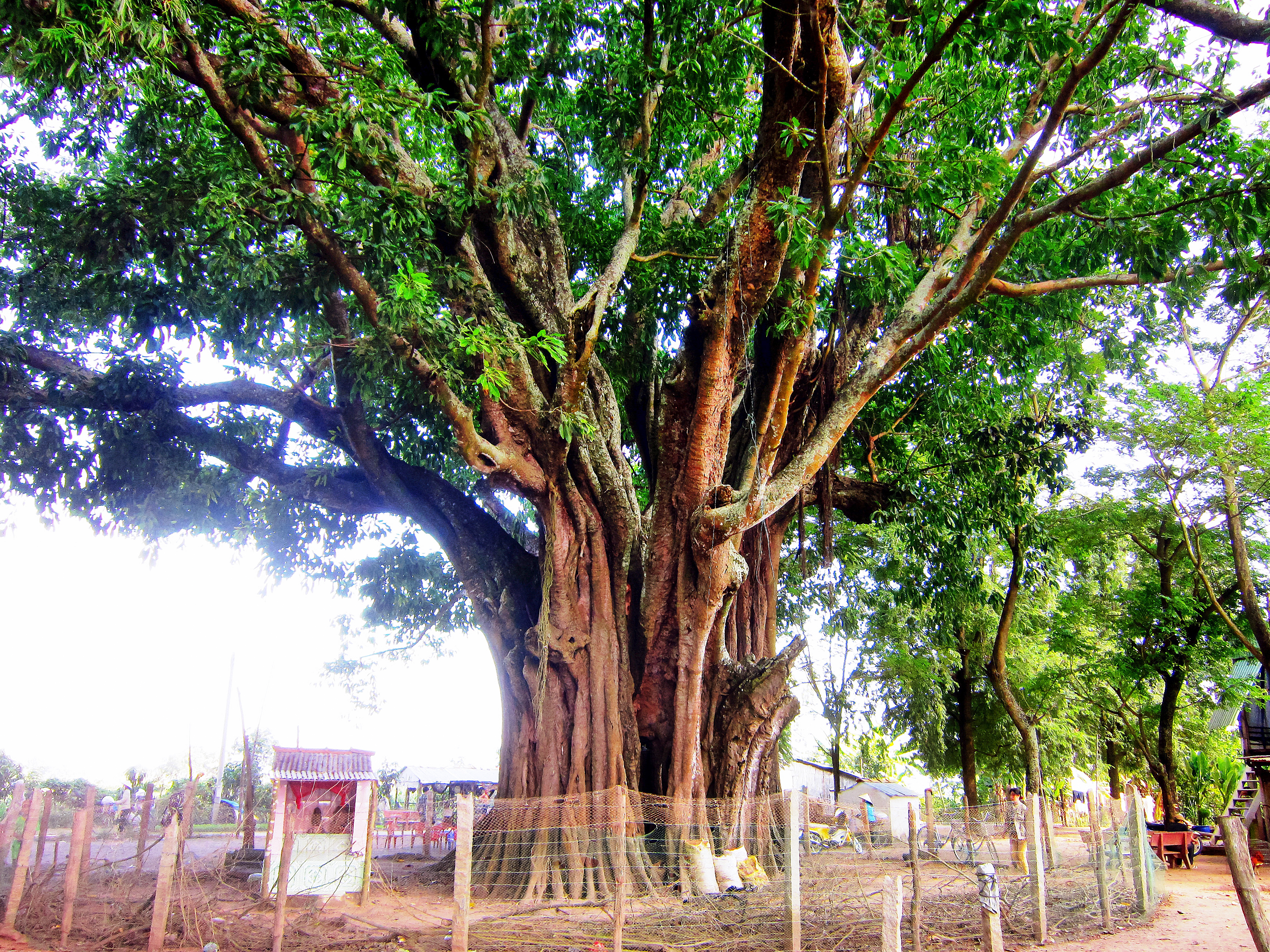
Cây đa trên 340 năm tuổi ở An Phú.
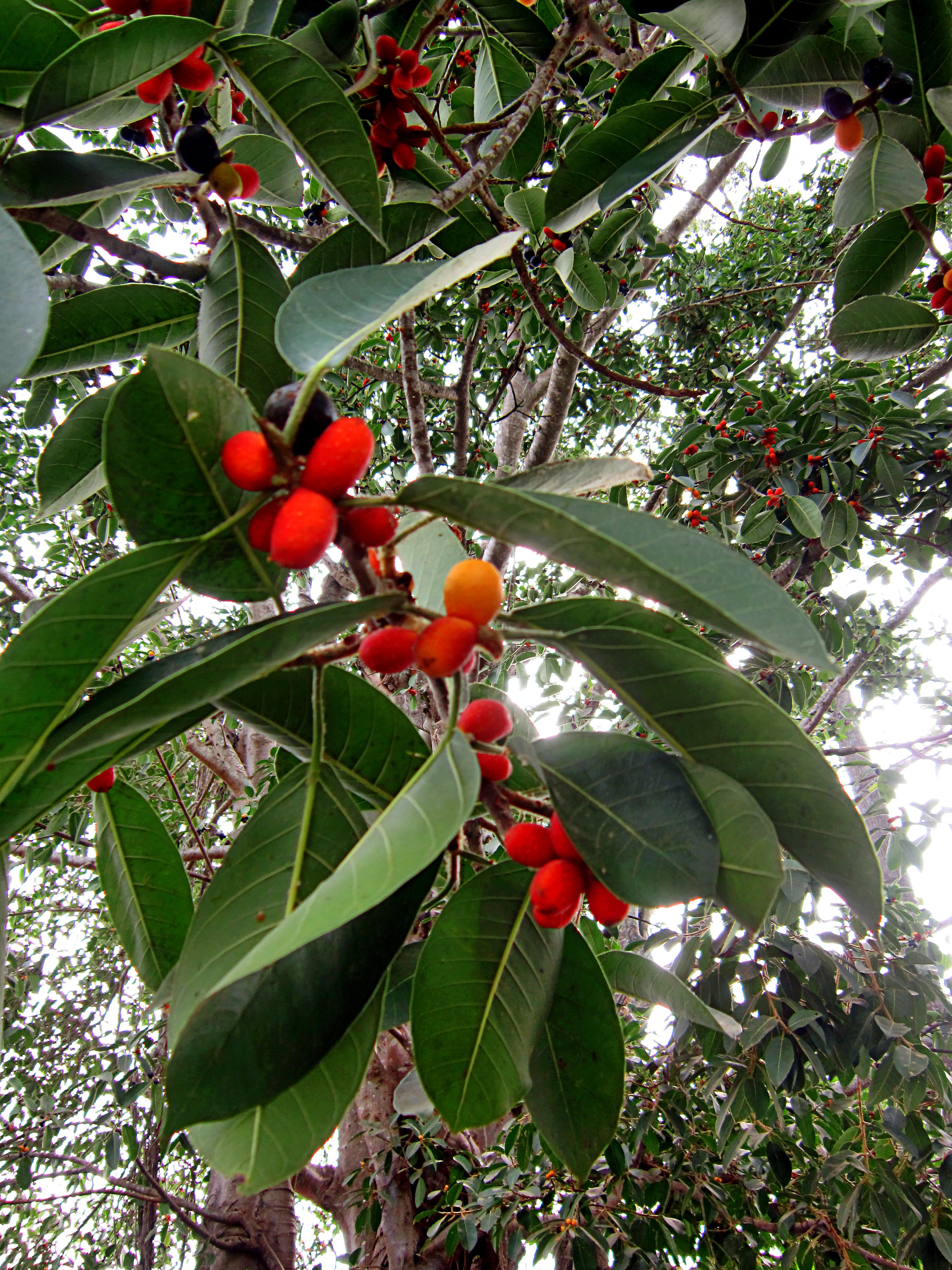
Quả đa chín đỏ ở Châu Phú, An Giang.